# Sân bay quốc tế Exeter
Sân bay quốc tế Exeter (tiếng Anh: Exeter International Airport (IATA: EXT, ICAO: EGTE) là một sân bay tọa lạc ở Clyst Honiton trong quận East Devon gần thành phố Exeter và trong hạt Devon, Tây Nam Anh.
Năm 2007, sân bay này đã phục vụ hơn 1 triệu lượt khách, là mốc 1 triệu đầu tiên của sân bay này, tuy nhiên số lượng hành khách giảm xòn 795.721 lượt vào năm 2009. Sân bay này có các chuyến bay thường lệ và bay thuê chuêyn trong Anh quốc và châu Âu.